# كوكورو كونكت
كوكورو كونكت (باليابانية: ココロコネクト، بالروماجي: Kokoro Konekuto) هي رواية خفيفة من تأليف ساداناتسو آندا، ورسوم يوكيكو هوريغوتشي، نشرت في 30 يناير عام 2010 حتى 30 سبتمبر 2013، وتكونت من 11 مجلدًا. اقتبست إلى سلسلة مانغا صدرت في 22 أكتوبر عام 2010 حتى 23 أغسطس عام 2013، وتكون من 5 مجلدات، نشرت Enterbrain خمسة مجلدات تانكوبون صدرت بين 14 مايو 2011 و 14 سبتمبر 2013. أنتجت إلى أنمي تلفزيوني من قبل استوديو سيلفر لينك، عرض الأنمي في 8 يوليو عام 2012 حتى 30 سبتمبر 2012، وتكون 13 حلقة + 4 أوفا.

## القصة
تدور أحداث القصة حول مجموعة من خمسه طلاب في نادي بحوث الطلاب في ثانوية ياماهوشي، تحدث ظاهره غريبة لهم وهي ان هيئاتهم تتغير مع بعضها البعض.

## الشخصيات

### الشخصيات الرئيسية
تايتشي يايغاشي (باليابانية: 八重樫 太一، بالروماجي: Yaegashi Taichi)
مؤدي الصوت: تاكاهيرو ميزوشيما
إيوري ناغاسي (باليابانية: 永瀬 伊織، بالروماجي: Nagase Iori)
مؤدية الصوت: أكي تويوساكي
هيميكو إينابي (باليابانية: 稲葉 姫子، بالروماجي: Inaba Himeko)
مؤدية الصوت: ميوكي ساواشيرو
يوي كيرياما (باليابانية: 桐山 唯، بالروماجي: Kiriyama Yui)
مؤدية الصوت: هيساكو كانيموتو
يوشيفومي أوكي (باليابانية: 青木 義文، بالروماجي: Aoki Yoshifumi)
مؤدي الصوت: تاكوما تيراشيما
تشيهيرو أوا (باليابانية: 宇和 千尋، بالروماجي: Uwa Chihiro)
مؤدي الصوت: توشيوكي تويوناغا
شينو إينجوجي (باليابانية: 円城寺 紫乃، بالروماجي: Enjōji Shino)
مؤدية الصوت: ناو توياما
هارت سيد (باليابانية: ふうせんかずら، بالروماجي: Fūsen Kazura)

### شخصيات أخرى
مايكو فوجيشيما  (باليابانية: 藤島 麻衣子، بالروماجي: Fujishima Maiko)
مؤدية الصوت: شيزوكا إيتو
ريوزين غوتو (باليابانية: 後藤 龍善، بالروماجي: Gotō Ryūzen)
مؤدي الصوت: كيجي فوجيوارا
شينغو واتاسي (باليابانية: 渡瀬 伸吾، بالروماجي: Watase Shingo)
مؤدي الصوت: يوكي أونو
شوتو شيروياما (باليابانية: 城山 翔斗، بالروماجي: Shiroyama Shōto)
مؤدي الصوت: ميتسوهيرو إيتشيكي

## وصلات خارجية
- موقع الرواية الخفيفة الرسمي (باليابانية)
- موقع الأنمي الرسمي (باليابانية)
- موقع المانغا الرسمي (باليابانية)
- موقع الرواية المرئية الرسمي (باليابانية)

كوكورو كونكت على موقع ANN manga (الإنجليزية)

لم يتم العثور على روابط لمواقع التواصل الاجتماعي.